# Le Locataire diabolique
La Locataire diabolique is een Franse stomme film uit 1909. De film werd geregisseerd door Georges Méliès.
Een man huurt een kamer en richt de gehele kamer in met meubilair dat hij uit een enkele koffer haalt. Zelfs gezinsleden en bedieningspersoneel komen uit een grote koffer gekropen. De huurder kan echter geen huishuur betalen en de huisbaas haalt er de politie bij. De diabolische huurder heeft echter alles snel weer ingepakt en is door het venster ontsnapt via een ladder.

## Rolverdeling
| Acteur             | Personage  |
| ------------------ | ---------- |
| Georges Méliès     | de huurder |
| André Méliès       |            |
| François Lallement |            |
| Charles Claudel    |            |
| Octavie Huvier     |            |